# James Armstrong
Pour les articles homonymes, voir Armstrong.
James Armstrong, né le 17 janvier 1794 à Shelbyville (Kentucky) et mort le 27 août 1868 à Salem (Massachusetts) était un officier de la United States Navy (Marine des Etats-Unis).

## Biographie

### Jeunesse
James Armstrong est né le 17 janvier 1794 à Shelbyville dans le Kentucky.

### Carrière
En 1809, à l'âge de 15 ans, il rejoint la United States Navy comme aspirant (« midshipman »), et sert sur le sloop Frolic lorsque ce dernier est saisi par les Britanniques en 1814 lors de la Guerre de 1812. Promu au grade de commodore, il reçoit le commandement de l'East India Squadron en 1855. Il y ser bord du navire de tête de l'escadron, le San Jacinto au cours de la Seconde guerre de l'opium.
À la suite de la bataille des forts de la Rivière des Perles, la santé d'Armstrong commence à se détériorer et il retourne aux Etats-Unis.
En 1860, Armstrong reçoit le commandement de la base navale de Pensacola. Le 12 janvier 1861, deux jours après le vote de la Floride en faveur de la sécession vis-à-vis de l'Union, il livre la base aux indépendantistes.

### Mort
Armstrong meurt à Salem (Massachusetts) le 27 août 1868 à l'âge de 74 ans et est enterré dans l'Harmonie Grove Cemetery,.